# Peter T. Washburn

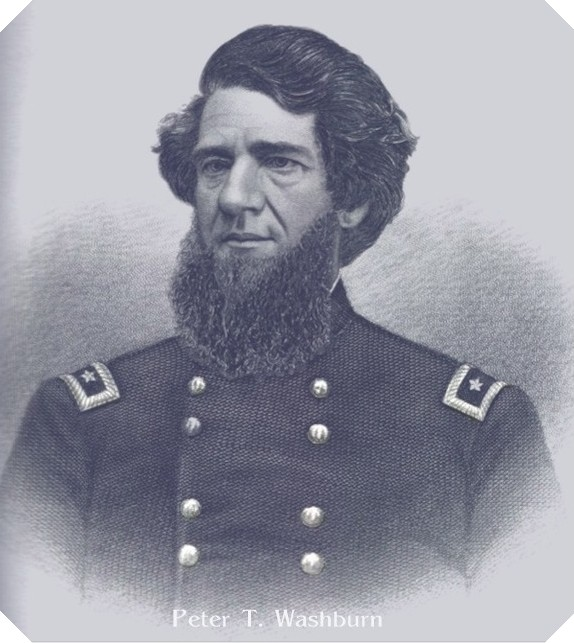
Peter T. Washburn.

Peter Thatcher Washburn, född 7 september 1814 i Lynn, Massachusetts, död 7 februari 1870 i Woodstock, Vermont, var en amerikansk republikansk politiker.
Washburn var guvernör i delstaten Vermont från 1869 fram till sin död.
Washburn utexaminerades 1835 från Dartmouth College och studerade sedan juridik. Sin advokatpraktik hade han först i Ludlow och senare i Woodstock. Washburn ledde delegationen från Vermont på republikanernas konvent inför presidentvalet i USA 1860. Partiet nominerade Abraham Lincoln som vann valet.
Washburn deltog i amerikanska inbördeskriget som officer i nordstatsarmén. Han efterträdde 1869 John B. Page som guvernör i Vermont. Guvernör Washburn avled 1870 i ämbetet och gravsattes på River Street Cemetery i Woodstock.